# Курвус
Курвус — озеро на территории Лендерского сельского поселения Муезерского района Республики Карелия.

## Общие сведения
Площадь озера — 2,9 км², площадь бассейна — 26,4 км². Располагается на высоте 207,3 метров над уровнем моря.
Форма озера продолговатая, вытянуто с севера-запада на юго-восток. Берега озера каменисто-песчаные, возвышенные.
С южной стороны в озеро впадают три ручья, вытекающих из озера Савнеонен и других безымянных ламбин.
Из озера вытекает река Курвус, впадающая в озеро Шаверки, откуда вытекает река Шаверка, втекающая в реку Хаапайоки.
Код водного объекта в государственном водном реестре — 01050000111102000011271.